# Narcotic Thrust
Narcotic Thrust ist ein britisches Musikprojekt, das aus den beiden DJs und Produzenten Stuart Crichton und Andy Morris besteht. Der Name der Band ist ein Anagramm aus Crichtons Namen.

## Werdegang
Der Brite Crichton und der Australier Morris arbeiteten seit Mitte der 1990er Jahre in London zusammen. Crichton hatte seine Karriere mit Remixen verschiedener Hits, darunter für Rozalla und The Grid, begonnen. Unter dem Namen Umboza gelangen ihm zwei Charterfolge (??). Nach gemeinsamen Gigs in verschiedenen Clubs der britischen Hauptstadt gründete er zusammen mit Morris das Projekt Narcotic Thrust und 1996 erschien mit Funky Acid Baby die erste Single. Es folgten Remixes für Apollo 440, Reel 2 Real und Amen UK.
2002 schufen sie mit Safe from Harm einen Dance-Klassiker und erreichten Platz 1 der US-amerikanischen Hot Dance Club Play Charts. Als Sängerin fungierte dabei Yvonne John Lewis. Der bis dato größte kommerzielle Erfolg gelang dem Duo mit der Single I Like It, die im Herbst 2004 die Top Ten der britischen Charts erreichte und in den amerikanischen Dance / Club Play Charts auf Platz 16 kam.
Für ihre Single When the Dawn Breaks (2005) gewannen sie Gary Clark, den Sänger der schottischen Band Danny Wilson. Die Single Waiting for You aus dem Jahr 2006 wurde wieder mit Yvonne John Lewis eingespielt. Daneben entstanden weitere Remixe für die Band Cassius (The Sound of Violence), Kylie Minogue  (Red Blooded Woman) und Depeche Mode (Suffer Well).

## Diskografie
- 1996: Funky Acid Baby
- 2002: Safe From Harm (mit Yvonne John Lewis)
- 2004: I Like It (mit Yvonne John Lewis)
- 2005: When The Dawn Breaks (mit Gary Clark)
- 2006: Waiting For You (mit Yvonne John Lewis)